# ماتيوس ريبيرو
ماتيوس ريبيرو (بالبرتغالية: Matheus Antunes Ribeiro) (23 أكتوبر 1993 بإيريتشيم في البرازيل - ) هو لاعب كرة قدم برازيلي في مركز الظهير. لعب مع أتلتيكو باراناينسي ونادي جوفنتودي ونادي يبيرانغا وUnião Frederiquense de Futebol ‏.

## وصلات خارجية
- ماتيوس ريبيرو على موقع قاعدة بيانات كرة القدم.إي يو (الإنجليزية)
- ماتيوس ريبيرو على موقع Soccerway.com (الإنجليزية)